# 大切爾內奇納
50°57′18″N 34°55′13″E / 50.95500°N 34.92028°E
大切爾內奇納（烏克蘭語：Велика Чернеччина）是位於烏克蘭東北部的村莊，由蘇梅州蘇梅區的蘇梅市鎮負責管轄。該村處於普肖爾河左岸，距離利普尼亞克0.5公里，海拔高度139米，2001年人口2,639。